# Эффект самореференции
Эффект самореференции (эффект отнесения к себе) — это тенденция к тому, что люди по-разному кодируют информацию в зависимости от того, имеют ли они к ней отношение. Когда людей просят запомнить информацию, которая каким-либо образом связана с ними, скорость запоминания этой информации может повыситься.

## Исследования и предпосылки

### Джордж Келли
В 1955 Джордж Келли опубликовал свою теорию о личностных конструктах, основной идеей которой стало то, что протекание психологических процессов каждого человека зависит в том числе от того, каким образом он предвидит события, основываясь на предыдущем опыте. В контексте данной теории, сознание человека, его опыт и представление о собственном «я» имеют влияние на то, каким образом будет обрабатываться поступающая информация.

### Фриц Хайдер
В 1958 году Фриц Хайдер опубликовал свою работу «Психология межличностных отношений», в которой им были изложены основные идеи теории атрибуции.
Суть этой теории заключается в том, что люди стремятся объяснить причины того, что происходит вокруг них, и делают это, опираясь на определенный личный опыт и отношение к происходящему.
Хайдер выделяет два типа атрибуции, объясняющие поведение человека:
1. Внутренняя атрибуция — человек ведет себя определенным образом из-за своих внутренних свойств (характера, мировоззрения, личных качеств и тд).
2. Внешняя атрибуция — человек ведет себя определенным образом из-за ситуации, в которой он находится.[3]

Таким образом, идея о влиянии собственного «я» на переработку информации, получила свое продолжение.

### Джонс, Сенсениг и Хейли
Исследование Джонса, Сенсениг и Хейли «Self-descriptions: Configurations of content and order effects», опубликованное в 1974 году, было направлено на изучение того, как люди описывают себя и какие факторы могут влиять на порядок и содержание таких самоопределений. Большинство ответов было основано на положительных характеристиках, что говорит о том, что описывая себя люди больше склонны говорить о явно положительных качествах, в то время как описывая других обычно смотрят на качества, в целом присущие описываемому человеку, не делая акцента на определенно «плохих» или «хороших» чертах. Это, в свою очередь, согласуется с таким феноменом, как иллюзорное превосходство, что еще раз говорит о том, люди оценивают себя иначе, чем других. Таким образом, в ходе своего исследования авторы еще раз подтвердили идею о том, что «я» имеет особое значение при передаче и обработке информации.

### Крэйк и Локхарт
В 1972 году Ф. Крэйк и Р. Локхарт представили Модель «уровня обработки», которая утверждает, что эффективность запоминания зависит от того, насколько глубоко и полно информация была обработана. На самом начальном уровне информация проходит через сенсорный анализ, затем происходит распознавание паттернов и выделение значения, а на более глубоком уровне происходит формирование долгосрочных ассоциаций. Чем глубже обработка, тем больше семантического или когнитивного анализа происходит. Такой глубокий анализ формирует прочные и долговечные следы в памяти.

### Крэйк и Тульвинг
В исследовании, проведенном в 1975 году Ф. Крэйком и Э. Тульвингом, была проверена гипотеза о том, что более глубокая обработка слов приводит к их лучшему запоминанию. Участникам эксперимента предложили оценить слова по различным характеристикам: структурным, фонематическим и семантическим. Результаты исследования показали, что слова, связанные с их значением, запоминались лучше, чем слова, связанные только с их звуковыми или визуальными характеристиками. При этом глубокая обработка требовала больше времени, но приводила к более эффективному запоминанию.

## Ранние исследования эффекта самореференции
В 1977 году T. Б. Роджерс, Н. А. Куипер и В. С. Киркер расширили концепцию уровневой обработки, обнаружив, что отнесение к себе является важным фактором в процессе запоминания.
Авторы использовали методику схожую с той, что ранее была применена Крэйком и Тульвингом, они провели эксперимент, в котором участникам задавались вопросы разной степени глубины обработки информации. Один вопрос был связан со структурными характеристиками слов, другой — с фонематическими, третий — с семантическими, а четвертый касался самого участника. После оценки слов испытуемые должны были воспроизвести как можно больше из них.
Результаты эксперимента показали, что слова, глубоко закодированные во время оценки, лучше запоминались. Слова, оцененные по себе, воспроизводились наилучшим образом, демонстрируя эффект отнесения к себе. Эта особенность процесса запоминания указывает на то, что самооценка является эффективным методом кодирования информации в памяти.

## Критика значимости эффекта самореференции
Изначально авторами идеи эффекта самореференции предполагалось, что когда человек делает оценку чего-либо относительно себя, это оставляет более яркий след в памяти, поскольку само понимание себя является очень эмоционально окрашенным фактором. Однако, исследования Клейна и Кильстрома показали, что если сравнивать вопросы, касающиеся самооценки и семантической оценки, по степени их организации, то предполагаемый эффект исчезает.

## Современные исследования эффекта самореференции

### Детство
Результаты полученные в 2011 году Росс, которая обнаружила, что трех- и четырехлетние дети демонстрируют мнемоническое преимущество в отношении материала, связанного с самим собой. Исследование, проведенное такими авторами, как Шейла Дж. Каннингем, Джоанн Л. Бребнер, Фрэнсис Куинн, Дэвид Дж. Тёрк. в 2013 году говорит о том, что дети в возрасте от 4 до 6 лет лучше распознают и запоминают объекты, связанные с собой.
Существуют данные о том, что с возрастом этот эффект становится более выраженным, так, в 2022 году Хилари Свэтман, Росс Лоуренс, Сяоцян Дж продемонстрировали, что эффект самореференции на воспоминания усиливается с середины детства до молодого возраста. В 2020 году Эндрюс также показала, что кодирование самореференции облегчает связывание памяти у детей младшего возраста, при этом преимущество в памяти получают предметы, закодированные по отношению к самому себе. Это подтверждает и автор исследования 2021 года, Хадсон, которая обнаружила, что 9-12-летние дети демонстрируют усиленную обработку самореферентной информации, о чем свидетельствуют электрофизиологические реакции, и дифференцированную консолидацию памяти для самореферентных прилагательных.

### Взрослый и пожилой возраст
Способность использовать эффект самореференции остается относительно высокой на протяжении всей жизни, даже в пожилом возрасте.
В 2007 году были получены результаты, говорящие о том, что преимущества самореференции могут быть более ограниченными для пожилых людей, а степень этих преимуществ может зависеть от объема доступных когнитивных ресурсов, поскольку старение характеризуется когнитивными нарушениями в ряде сфер, включая долговременную память, однако показатели памяти пожилых людей изменчивы. Однако, результаты исследований 2011 и 2017 годов говорят об обратном, поскольку были получены результаты, свидетельствующие о том, что самореференция улучшает память как у молодых, так и у пожилых людей, причем пожилые люди получают пользу от этого эффекта даже тогда, когда их базовая память и исполнительные функции находятся не в лучшем состоянии. Влияние самореференции на память у людей среднего возраста, в свою очередь, зависит от валентности саморепрезентаций: положительные саморепрезентации, в сравнении с саморепрезентациями негативной окраски, имеют большее положительное влияние на эффективность запоминания. Кроме того, как было замечено Свэтмен в исследовании 2022 года, эффект самореференции при воспоминании, по-видимому, усиливается с возрастом, особенно при детальном воспоминании, что позволяет предположить траекторию развития этого эффекта от середины детства к молодому возрасту. Это также согласуется с данными прошлых лет, говорящих о том, что проявление эффекта самореференции не имеет сильно снижения в связи с наступлением старости, поскольку «я-конструкт» является крайне устойчивым.